# Waco N
La Waco N fue una serie estadounidense de biplanos de cabina de los años 30 con tren de aterrizaje triciclo fijo, producida por la Waco Aircraft Company.

## Diseño y desarrollo
Waco introdujo el lujoso biplano de la serie N en 1937. Estaba basado en la serie Waco C (Custom Cabin) de cinco asientos, con las alas de punta redondeada de aquel modelo, pero con un poco usual tren de aterrizaje triciclo fijo y una cola modificada con una extensión inferior del timón que le daba una superficie aumentada. El Waco N estaba equipado con flaps en las cuatro alas para mejorar las características de aterrizaje del avión.

## Historia operacional
El prototipo fue designado ZVN-7, indicando el "-7" el año de fabricación (1937), y estaba propulsado por el motor Jacobs L-5 de 213 kW (285 hp). Solo fueron completados alrededor de 20 ejemplares de la serie N, como AVN-8 y ZVN-8. Unos pocos fueron requisados por las USAAF durante la Segunda Guerra Mundial como UC-72J y UC-72L. Un AVN-8 fue usado por el Royal Aircraft Establishment en Farnborough, Hampshire, para realizar pruebas con el tren de aterrizaje triciclo.
Un ejemplar de AVN-8 es mantenido en estado de vuelo por el Historic Aircraft Restoration Museum en el Creve Coeur Airport cerca de San Luis, Misuri.

## Variantes
ZVN-7 y ZVN-8
Jacobs L-5 de 213 kW (285 hp), seis construidos.
AVN-8
Motor Jacobs L-6 de 246 kW (330 hp), quince construidos.

## Operadores
Estados Unidos
- Fuerzas Aéreas del Ejército de los Estados Unidos

## Especificaciones (AVN-8)
Referencia datos: Green, 1965, p. 306

### Características generales
- Tripulación: Uno (piloto)
- Capacidad: Tres pasajeros
- Longitud: 8,47 m
- Envergadura: 10,64 m
- Altura: 2,65 m
- Superficie alar: 22,85 m²
- Peso vacío: 1130,81 kg
- Peso cargado: 1723,65 kg
- Planta motriz: 1× motor radial de siete cilindros refrigerado por aire Jacobs L-6.
  - Potencia: 246 kW (330 hp)

### Rendimiento
- Velocidad máxima operativa (Vno): 259,1 km/h
- Velocidad crucero (Vc): 243,01 km/h
- Techo de vuelo: 4328,16 m (14 200 pies)
- Régimen de ascenso: 4,58 m/s (900 pies/min)

### Secuencias de designación
- Secuencia Alfabética (interna de Waco): ← F - G - M - N - O - S
- Secuencia C- (Aviones de Carga del USAAS/USAAC/USAAF/USAF (1925-62)): ← C-69 - C-70/A/B/C/D - C-71 - C-72 - C-73 - C-74 - C-75 →